# Resolució 1372 del Consell de Seguretat de les Nacions Unides
La Resolució 1372 del Consell de Seguretat de les Nacions Unides fou adoptada per unanimitat el 28 de setembre de 2001. Després de recordar resolucions 1044 (1996), 1054 (1996) i 1070 (1996) sobre l'intent d'assassinat del president egipci, Hosni Mubarak, a una cimera de l'Organització de la Unitat Africana (OUA) al capital d'Etiòpia, Addis Abeba el 26 de juny 1995 i les mesures posteriors, el Consell va observar el compliment per part de Sudan i va rescindir les sancions contra el país.
El Consell de Seguretat va prendre nota de les mesures adoptades pel govern del Sudan per complir les resolucions del Consell de Seguretat anteriors i que els ministres d'Afers Exteriors d'Egipte i Etiòpia van recolzar l'aixecament de les sancions contra el Sudan. Va donar la benvinguda a l'adhesió de Sudan a les convencions internacionals per a l'eliminació del terrorisme, com ara la Convenció Internacional per a la Supressió de Atemptats Terroristes amb Explosius de 1997 i la Convenció Internacional per a la Supressió del Finançament del Terrorisme.
Actuant sota el Capítol VII de la Carta de les Nacions Unides, el Consell va aixecar les sancions imposades en anteriors resolucions del Consell de Seguretat contra el Sudan. Les sancions eren en gran manera simbòliques i pocs països complien la seva implementació. La resolució va ser aprovada per 14 vots contra cap i l'abstenció dels Estats Units. Tot i que el representant dels Estats Units va aprovar el compliment del Sudan, va declarar que els sospitosos en l'intent d'assassinat no s'havien lliurat a les autoritats competents.